# Temporada 1968-69 de los Phoenix Suns
La temporada 1968-69 fue la primera de los Phoenix Suns en la NBA, que se unió a la liga junto a los Milwaukee Bucks tras la expansión de la misma en dos equipos más. La temporada regular acabó con 16 victorias y 66 derrotas, ocupando el séptimo y último puesto de la División Oeste, no logrando alcanzar los playoffs.

## Elecciones en el Draft de Expansión
| Jugador          | Posición | Nacionalidad   | Antiguo equipo         |
| ---------------- | -------- | -------------- | ---------------------- |
| John Barnhill    | Base     | Estados Unidos | San Diego Rockets      |
| Em Bryant        | Base     | Estados Unidos | New York Knicks        |
| Gail Goodrich    | Base     | Estados Unidos | Los Angeles Lakers     |
| Dennis Hamilton  | Alero    | Estados Unidos | Los Angeles Lakers     |
| Neil Johnson     | Alero    | Estados Unidos | New York Knicks        |
| Dave Lattin      | Alero    | Estados Unidos | San Francisco Warriors |
| Paul Long        | Base     | Estados Unidos | Detroit Pistons        |
| Stan McKenzie    | Alero    | Estados Unidos | Baltimore Bullets      |
| McCoy McLemore   | Alero    | Estados Unidos | Chicago Bulls          |
| Bill Melchionni  | Base     | Estados Unidos | Philadelphia 76ers     |
| Dave Schellhase  | Base     | Estados Unidos | Chicago Bulls          |
| Dick Snyder      | Base     | Estados Unidos | Atlanta Hawks          |
| Craig Spitzer    | Pívot    | Estados Unidos | Chicago Bulls          |
| Bumper Tormohlen | Pívot    | Estados Unidos | Atlanta Hawks          |
| Dick Van Arsdale | Alero    | Estados Unidos | New York Knicks        |
| Roland West      | Base     | Estados Unidos | Baltimore Bullets      |
| John Wetzel      | Alero    | Estados Unidos | Los Angeles Lakers     |
| George Wilson    | Pívot    | Estados Unidos | Seattle SuperSonics    |

## Elecciones en elDraft
| Ronda | Puesto | Jugador         | Posición        | Nacionalidad   | Universidad            |
| ----- | ------ | --------------- | --------------- | -------------- | ---------------------- |
| 1     | 8      | Gary Gregor     | Alero/Ala-pívot | Estados Unidos | South Carolina         |
| 2     | 22     | Dick Cunningham | Pívot           | Estados Unidos | Murray State           |
| 4     | 49     | Rich Jones      | Ala-pívot       | Estados Unidos | Memphis                |
| 9     | 120    | Mervin Jackson  | Guard           | Estados Unidos | Utah                   |
| 10    | 133    | Lee Davis       | Pívot           | Estados Unidos | North Carolina Central |
| 11    | 147    | Ron Boone       | Escolta         | Estados Unidos | Idaho State            |

## Temporada regular
| División Oeste           | División Oeste | División Oeste | División Oeste | División Oeste | División Oeste | División Oeste | División Oeste | División Oeste |
| Equipo                   | G              | P              | %              | PD             | Casa           | Fuera          | Neutral        | Div            |
| ------------------------ | -------------- | -------------- | -------------- | -------------- | -------------- | -------------- | -------------- | -------------- |
| x-Los Angeles Lakers     | 55             | 27             | .671           | –              | 32–9           | 21–18          | 2–0            | 30–10          |
| x-Atlanta Hawks          | 48             | 34             | .585           | 7              | 28–12          | 18–21          | 2–1            | 26–14          |
| x-San Francisco Warriors | 41             | 41             | .500           | 14             | 22–19          | 18–21          | 1–1            | 20–20          |
| x-San Diego Rockets      | 37             | 45             | .451           | 18             | 25–16          | 8–25           | 4–4            | 20–20          |
| Chicago Bulls            | 33             | 49             | .402           | 22             | 19–21          | 12–25          | 2–3            | 19–21          |
| Seattle SuperSonics      | 30             | 52             | .366           | 25             | 18–18          | 6–29           | 6–5            | 15–23          |
| Phoenix Suns             | 16             | 66             | .195           | 39             | 11–26          | 4–28           | 1–12           | 8–30           |

## Estadísticas
| Rk | Jugador          | Edad | P  | PT | MP   | TC  | TCI  | %TC  | TL  | TLI | %TL  | RB   | AS  | FP  | PTS  |
| -- | ---------------- | ---- | -- | -- | ---- | --- | ---- | ---- | --- | --- | ---- | ---- | --- | --- | ---- |
| 1  | Dick Van Arsdale | 25   | 80 |    | 42.4 | 7.7 | 17.3 | .442 | 5.7 | 8.1 | .705 | 6.9  | 4.8 | 3.1 | 21.0 |
| 2  | Gail Goodrich    | 25   | 81 |    | 40.0 | 8.9 | 21.6 | .411 | 6.1 | 8.2 | .747 | 5.4  | 6.4 | 3.1 | 23.8 |
| 3  | Jim Fox          | 25   | 51 |    | 38.8 | 5.4 | 11.4 | .470 | 3.1 | 4.2 | .734 | 13.3 | 2.8 | 4.1 | 13.8 |
| 4  | George Wilson    | 26   | 41 |    | 31.6 | 4.7 | 11.7 | .397 | 2.3 | 3.7 | .616 | 12.3 | 1.9 | 3.5 | 11.6 |
| 5  | Gary Gregor      | 23   | 80 |    | 27.3 | 5.0 | 12.0 | .415 | 1.1 | 1.6 | .649 | 8.9  | 1.2 | 3.1 | 11.1 |
| 6  | Dick Snyder      | 24   | 81 |    | 26.0 | 4.9 | 10.4 | .472 | 2.3 | 3.1 | .725 | 4.0  | 2.6 | 2.6 | 12.1 |
| 7  | McCoy McLemore   | 26   | 31 |    | 22.9 | 4.5 | 11.8 | .385 | 2.7 | 3.5 | .773 | 5.4  | 1.6 | 2.4 | 11.8 |
| 8  | Stan McKenzie    | 24   | 80 |    | 19.6 | 3.3 | 7.7  | .427 | 2.7 | 3.6 | .763 | 3.1  | 1.5 | 2.4 | 9.3  |
| 9  | Neil Johnson     | 25   | 80 |    | 16.5 | 2.2 | 4.6  | .481 | 1.4 | 2.2 | .621 | 5.0  | 1.7 | 2.7 | 5.8  |
| 10 | Bob Warlick      | 27   | 63 |    | 15.5 | 3.4 | 8.0  | .423 | 1.3 | 2.2 | .606 | 2.4  | 2.1 | 1.9 | 8.0  |
| 11 | Dave Lattin      | 25   | 68 |    | 14.5 | 2.2 | 5.4  | .410 | 1.6 | 2.5 | .634 | 4.8  | 0.7 | 2.4 | 6.0  |
| 12 | Rod Knowles      | 22   | 8  |    | 5.0  | 0.5 | 1.8  | .286 | 0.1 | 0.4 | .333 | 1.1  | 0.0 | 1.3 | 1.1  |
| 13 | Ed Biedenbach    | 23   | 7  |    | 2.6  | 0.0 | 0.9  | .000 | 0.6 | 0.9 | .667 | 0.3  | 0.4 | 0.1 | 0.6  |

## Galardones y récords
| Jugador          | Galardón                            |
| Gary Gregor      | Mejor quinteto de rookies de la NBA |
| Dick Van Arsdale | All-Star                            |
| Gail Goodrich    | All-Star                            |